# Macrozamia fawcettii
Macrozamia fawcettii är en kärlväxtart som beskrevs av Charles Moore. Macrozamia fawcettii ingår i släktet Macrozamia och familjen Zamiaceae. IUCN kategoriserar arten globalt som nära hotad. Inga underarter finns listade i Catalogue of Life.